# Kim Stanley
Kim Stanley, pseudonimo di Patricia Kimberley Reid (Tularosa, 11 febbraio 1925 – Santa Fe, 20 agosto 2001), è stata un'attrice statunitense.

## Biografia
Kim Stanley è stata essenzialmente un'attrice teatrale, attiva anche in televisione e in maniera saltuaria al cinema. Sebbene abbia interpretato pochissimi film, fornì un'ottima prova in La divina (1958) di John Cromwell.
Fu candidata all'Oscar come miglior attrice protagonista per Ventimila sterline per Amanda (1964) di Bryan Forbes e all'Oscar come migliore attrice non protagonista per Frances (1982) di Graeme Clifford, senza mai vincerlo.

## Filmografia parziale

### Cinema
- La divina (The Goddess), regia di John Cromwell (1958)
- Il buio oltre la siepe (To Kill a Mockingbird), regia di Robert Mulligan (1962), voce narrante (non accreditata)
- Ventimila sterline per Amanda (Seance on a Wet Afternoon), regia di Bryan Forbes (1964)
- The Three Sisters, regia di Paul Bogart (1966)
- Frances, regia di Graeme Clifford (1982)
- Uomini veri (The Right Stuff), regia di Philip Kaufman (1983)

### Televisione
- Ben Casey – serie TV, 2 episodi (1963)
- Quincy (Quincy, M.E.) – serie TV, episodio 8x15 (1983)
- La gatta sul tetto che scotta (Cat on a Hot Tin Roof), regia di Jack Hofsiss – film TV (1984)

## Riconoscimenti
- Premio Oscar
  - 1965 – Candidatura alla miglior attrice per Ventimila sterline per Amanda
  - 1983 – Candidatura alla miglior attrice non protagonista per Frances

## Doppiatrici italiane
Nelle versioni in italiano dei suoi film Kim Stanley è stata doppiata da:
- Andreina Pagnani in La divina
- Isa Bellini in Frances

Da doppiatrice è sostituita da:
- Lydia Simoneschi in Il buio oltre la siepe